# Колтовский, Митрофан Егорович
Митрофан Егорович Колтовский (29 января 1836 — 22 ноября 1896, Севастополь, Таврическая губерния) - русский морской офицер, генерал-лейтенант по адмиралтейству. С 1885 по 1896 год градоначальник Керчь-Еникалинского градоначальства.

## Биография
Из дворян Колтовских. Родился 29 января 1836 года. Отец Егор Иванович Колтовский (1792 — 1870) — русский морской офицер, адмирал (1860). Участник Русско-турецкой войны (1828—1829), Кавказской войны, Крымской войны. Митрофан - крестник Императора Николая I.
В морской службе с 29 марта 1851 года. В 1851 — 1853 годах на разных военных кораблях крейсеровал у Абхазских берегов. 3 февраля 1854 года произведен в мичмана. На 120-ти пушечном линейном корабле «Двенадцать Апостолов», капитан 1-го ранга А. Х. Винк, был в кампании на Севастопольском рейде. В 1854 году был произведен из юнкеров в офицеры Черноморского флота. Участник Крымской войны 1853-1856 года. С 13 сентября 1854 по 17 марта 1855 находился в составе гарнизона Севастополя сперва на бастион № 3, потом по особым поручениям при помощниках начальников Севастопольского гарнизона, адъютант адмирала П. С. Нахимова.
В 1856 и 1857 годах командуя шхуной «Опыт», плавал в Финском заливе.  Капитан-лейтенант с 1864 года. С 1866 года - командир клипера «Гайдамак». Капитан 2-го ранга с 1872 года, с 1874 года - командир корабля береговой обороны поповки «Новгород», капитан 1-го ранга с 1876 года. С 1878 года - начальник отряда миноносных лодок Черноморского флота. С сентября 1885 года - Керчь-Еникальский градоначальник. Произведен в контр-адмиралы 23 февраля 1887 года. С 6 декабря 1895 года было присвоено звание генерал-лейтенанта.
Скончался 22 ноября 1896 года в Севастополе.

## Награды
- 1854 г. Награжден орденом Святой Анны 3-й степени, с бантом.
- 1855 г. мая 25.  Награжден орденом Святого Владимира 4-й степени, с бантом.
- 1862 г. Награжден орденом Святого Станислава 2-й степени.
- 1879 г. Награжден орденом Святого Владимира 3-й степени.
- 1890 г. октября 15. Награжден орденом Святого Станислава 1-й степени.
- 1893 г. Награжден орденом Святой Анны 1-й степени.

## Семья
- Мария Николаевна Колтовская в девичестве Подгуская.
- Мария
- Николай
- Георгий
- Сын - Колтовский Митрофан Митрофанович ( 25.02.1882, Николаев — 18.01.1954, Марокко) —  инженер, лётчик, религиозный деятель эмиграции. Участник Первой и Второй мировых войн[4].